# Antonio Gramusset
Antoine Gramusset, conocido por su nombre castellanizado Antonio Gramusset (Prémillieu, Ródano-Alpes; 3 de septiembre de 1740-Peniche, costa de Portugal, mayo de 1786), fue un ciudadano francés.
Vivió en Chile a finales de la era colonial y fue uno de los integrantes de la llamada «conspiración de los tres Antonios».

## Biografía
En 1764 llegó a Chile, donde intentó ser sacerdote y después se unió como cadete a un regimiento militar compuesto de extranjeros. Más tarde abandonó la carrera militar, intentó enriquecerse con el alquiler de una parcela de tierra y se dedicó a la agricultura. También operó como inventor y desarrolló un sistema impracticable para el suministro de agua a Santiago.
En Chile se casó con la francesa María de la Garda, con quien tuvo tres hijos.
En 1780 se unió a su compatriota Antonio Berney y al criollo José Antonio de Rojas en un plan para establecer en Chile una república independiente. Durante el viaje a un pueblo cercano, Gramusset perdió su valija, que contenía los planes detallados de la conspiración. La valija fue devuelta a la policía, pero como no se podía leer al estar escrita en francés fue enviada a la capital chilena con el fin de ser devuelta a su propietario. Al ser traducida, permitió a la policía conducir al descubrimiento de los conspiradores y sus secretos; la Real Audiencia de Chile dictó una orden de detención el 1 de enero de 1781.
Él y Berney, por ser extranjeros, fueron enviados a Lima, donde fueron puestos en prisión; posteriormente, fueron enviados a España para ser juzgados. Sin embargo, el navío que los transportaba, el San Pedro de Alcántara, se hundió al chocar contra las rocas durante una tormenta frente a Peniche, al norte de Lisboa, a las 22:30 del 2 de febrero de 1786. Gramusset sobrevivió al naufragio, pero murió tres meses más tarde debido a las lesiones sufridas.